# Rilakkuma
La San-X specializzata nella creazione di personaggi in stile anime dalla personalità ben sviluppata con precise caratteristiche antropomorfe, solitamente legate a determinati aspetti della cultura giapponese. I soggetti ideati dalla San-X possono essere suddivisi in categorie: animali, cibo, piante, oggetti, spiritelli.
Fondata nell'anno 1932 con il nome di Chida Handler come società privata, nel 1941 divenne una compagnia limitata e solo nel 1973 prese il nome San-X.
Rilakkuma (リラックマ?, Rirakkuma, crasi della pronuncia giapponese delle parole "relax" e "kuma", che significa orso) è un personaggio immaginario giapponese prodotto nel 2003 dalla San-X.

## Il personaggio
Rilakkuma vive nell'appartamento di una impiegata d'ufficio di nome Kaoru ed indossa un costume di orso color marrone con tanto di cerniera lampo dietro (nei libri di figure compaiono spesso diverse vignette, tra cui il filo del bucato con tanti costumi - tutti uguali - appesi).
Rilakkuma, come dice il suo stesso nome, adora oziare ed è molto pigro. Solitamente ascolta la musica con le sue cuffie blu, sgranocchia quantità smisurate di biscotti, si rilassa alle terme, dorme profondamente o se ne sta sdraiato su un cuscino giallo.
I cibi preferiti di Rilakkuma sono: i mochi (tortine di riso tipiche della tradizione culinaria giapponese, preparata durante una cerimonia chiamata Mochitsuki), i pancake, i dango (paste di riso ripiene) e le ciambelle.

## Personaggi secondari
Rilakkuma è spesso in compagnia di Korilakkuma (コリラックマ? lett. "piccolo Rilakkuma"), l'orsetta birichina e dispettosa color rosa pallido e il bottone rosso al collo che ne combina di tutti i colori: brucia i costumi di Rilakkuma mentre stira, gli tira le guance, si addormenta sopra la sua schiena. Inoltre, fa frequenti scherzi a Rilakkuma mentre questi dorme, come disegnare su di lui, mettergli le cuffie o cucire sul suo costume toppe colorate.
Tra gli altri personaggi, vi è Kiiroitori (キイロイトリ? lett. "uccello giallo"), un pulcino che spesso si intromette e inveisce teneramente contro Rilakkuma.
Un altro personaggio è   Kogumachan, detto anche Chairoikoguma (チャイロイコグマ? lett. "cucciolo d'orso marrone"), il più piccolo degli orsi, di un colore marrone scuro e il collare bianco tipico dell'orso tibetano.

## Media

### Libri illustrati
- Rilakkuma Seikatsu - Daradara Mainichi no Susume (Aki Kondou, marzo 2004)
- Dararan Biyori - Rilakkuma Seikatsu 2 (Aki Kondou, novembre 2004)
- Tori Dayori - Rilakkuma Seikatsu 3 (Aki Kondou, maggio 2005)
- Kuma Goyomi - Rilakkuma Seikatsu 4 (Aki Kondou, settembre 2006)
- Utatane Kibun - Rilakkuma Seikatsu 5 (Aki Kondou, settembre 2007)
- Bonyari Kinenbi - Rilakkuma Seikatsu 6 (Aki Kondou, agosto 2008)
- Yanwari Jozu - Rilakkuma Seikatsu 7 (Aki Kondou, ottobre 2010)

### Album di figurine
- Rilakkuma Daradara Shiiru Bukku (Aki Kondou, novembre 2004)
- Rilakkuma Dara Pika Shiiru Bukku (Aki Kondou, maggio 2005)
- Rilakkuma Gorogoro Shiiru Bukku (Aki Kondou, settembre 2006)
- Rilakkuma Howa Pika Shiiru Bukku (Aki Kondou, settembre 2007)
- Rilakkuma Nohohon Shiiru Bukku (Aki Kondou, agosto 2008)

### Videogiochi
- Rilakkuma na Mainichi (Rocket Company, Game Boy Advance, aprile 2005)
- Rilakkuma ~Ojamashitemasu 2 Shuukan~ (Interchannel, PlayStation 2, settembre 2005)
- Watashi no Rilakkuma (Rocket Company, Nintendo DS, aprile 2007)
- Chokkan Asonde Rilakkuma (Smilesoft, Nintendo DS, settembre 2008)
- Rilakkuma Minna de Goyururi Seikatsu (MTO, Nintendo Wii, marzo 2009)
- Norinori Rilakkuma Hit Song Ongaku (Smilesoft, Nintendo DS, dicembre 2010)

### Serie TV
- Rirakkuma to Kaoru-san (Netflix, aprile 2019)

## Rilakkuma in Giappone
- In Giappone va in onda il drama taiwanese Office Girls (小資女孩向前衝T, 小资女孩向前冲S).[1][2] Rilakkuma abita a casa di Xing Ren, Korilakkuma viene comperato in un negozio di Danshui da Qin Zi Qi dopo il suo primo appuntamento con Xing Ren (successivamente lei glielo restituisce perché a lui piace molto).
- In Giappone Rilakkuma è il testimonial della casa automobilistica Toyota.[3][4][5]
- In Giappone vi sono diversi negozi Totally Rilakkuma in cui poter acquistare tutto quanto concerne il mondo del personaggio;[senza fonte] inoltre numerosi alberghi prestigiosi hanno allestito suite a tema.[senza fonte]
- Osama ha creato vari gadget e articoli da cancelleria disponibili nei migliori punti vendita (anche italiani).[senza fonte]
- Nel luglio 2009 Bandai ha prodotto un'edizione limitata di netbook Rilakkuma. I computer sono dotati di processore Intel Atom N270, 1GB di RAM, HardDisk da 160GB, schermo da 8,9 pollici con risoluzione 1024x600, WiFi e modulo One Seg per guardare la TV digitale giapponese.[senza fonte] Nel sistema operativo sono stati inseriti sfondi del desktop e icone grafiche a tema.